# Marion Jones
Marion Lois Jones (* 12. Oktober 1975 in Los Angeles, Kalifornien) ist eine ehemalige US-amerikanische Leichtathletin. Sie trat im Oktober 2007 vom Leistungssport zurück, nachdem sie vor Gericht eingeräumt hatte, jahrelang wissentlich gedopt zu haben. Nach den Olympischen Spielen 2000 galt sie sieben Jahre lang als fünffache Medaillengewinnerin. Die Titel von Sydney wurden ihr jedoch im Dezember 2007 vom IOC aberkannt; die Medaillen hatte sie aus eigener Entscheidung bereits zurückgegeben.

## Karriere
Zunächst betrieb Jones, deren Mutter aus Belize stammt, sowohl Basketball als auch Leichtathletik. 1992 nahm sie an den Juniorenweltmeisterschaften in der Leichtathletik teil. Nachdem sie sich nur knapp nicht für die Olympischen Spiele in Barcelona qualifizierte, konzentrierte sie sich dann aber auf Basketball. Sie spielte in der Division I der National Collegiate Athletic Association (NCAA) und gewann 1994 dort die NCAA Division I Women’s Basketball Championship.
Als sie 1996 wegen einer Verletzung die Qualifikation für die Olympischen Spiele 1996 verpasste, konzentrierte sie sich auf die Leichtathletik.
Bei ihrem ersten Auftritt auf internationaler Bühne wurde sie bei den Leichtathletik-Weltmeisterschaften 1997 in Athen Weltmeisterin im 100-Meter-Lauf. Bei den Weltmeisterschaften 1999 scheiterte ihr Versuch, vier Weltmeistertitel zu gewinnen, da sie sich im 200-Meter-Lauf verletzte; es blieb eine Goldmedaille über 100 Meter und eine Bronzemedaille im Weitsprung.

### Olympische Sommerspiele 2000
Bei den Olympischen Spielen 2000 kam sie jeweils im 100-Meter-Lauf, im 200-Meter-Lauf und mit der 4-mal-400-Meter-Staffel als Erste ins Ziel; im Weitsprung und mit der 4-mal-100-Meter-Staffel gab es jeweils einen dritten Platz.
Nach ihrem Dopinggeständnis wurde sie jedoch nachträglich disqualifiziert; die vergebenen Medaillen erkannte ihr das IOC ab.
Bei den Weltmeisterschaften 2001 in Edmonton gewann Jones Gold über 200 Meter und mit der 4-mal-100-Meter-Staffel, wurde über 100 Meter aber erstmals seit Jahren bei einem großen Event geschlagen. Da sie gedopt war, musste sie 2007 den Titel an die Ukrainerin Schanna Block abgeben. 2003 gebar Marion Jones einen Sohn (Vater war ihr damaliger Lebensgefährte Tim Montgomery) und konnte deshalb nicht an den Weltmeisterschaften teilnehmen. Bei den Olympischen Spielen 2004 belegte sie im Weitsprung den fünften Platz und erreichte mit der 4-mal-100-Meter-Staffel das Finale. Auch diese Leistungen wurden vom IOC annulliert.

### Dopingsperre 2007

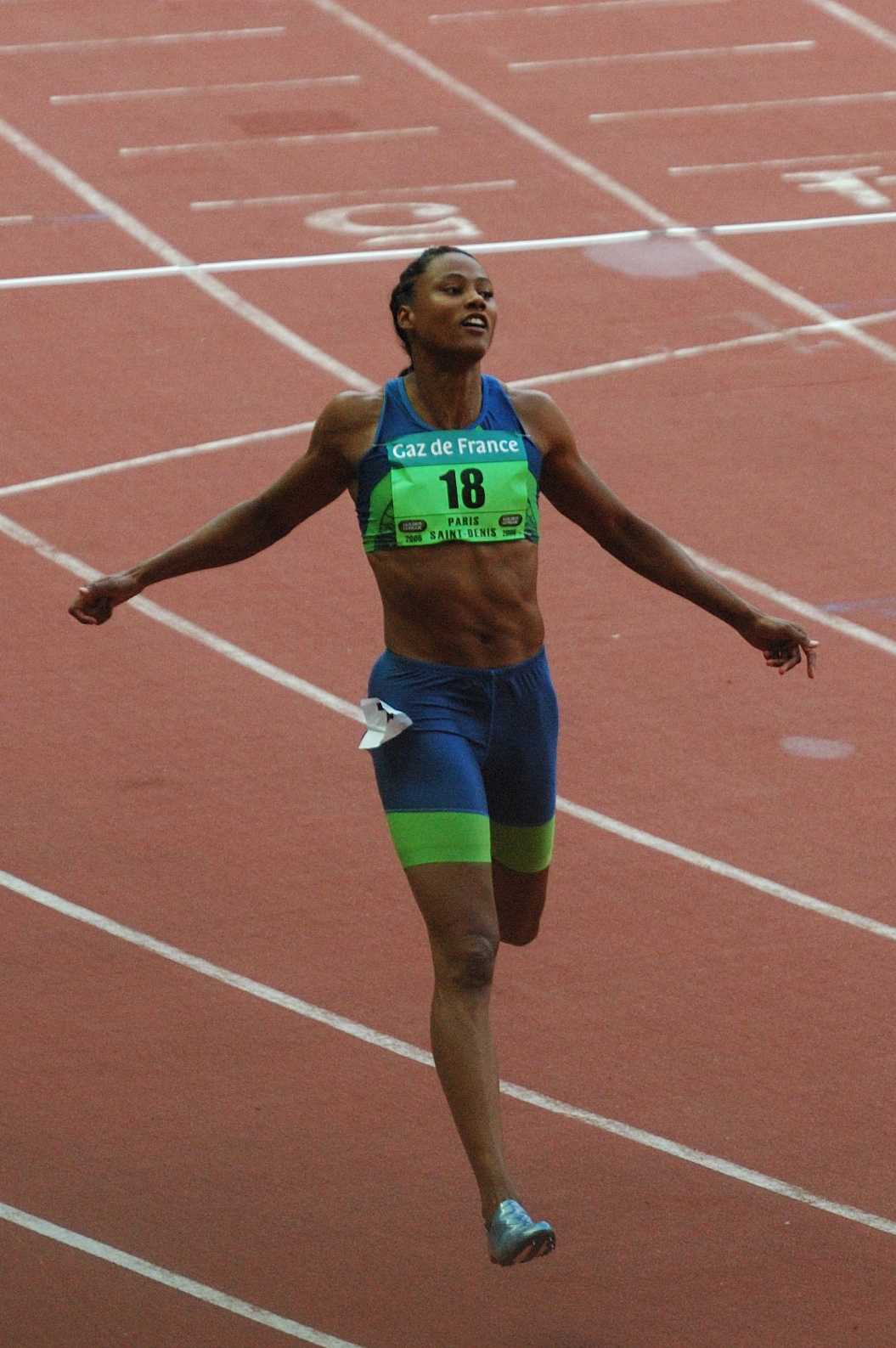
Jones im Jahr 2006

2005 beschlossen einige der Organisatoren der Euro-Meetings, Marion Jones keine Starterlaubnis auf ihren Veranstaltungen zu erteilen, solange die Anschuldigungen hinsichtlich ihres möglichen Dopings gegen sie nicht aufgeklärt waren. Andere Organisatoren – z. B. der Meetings in Hengelo und Mailand – beriefen sich darauf, dass Dopinganschuldigungen allein, die nicht durch Beweise untermauert sind, nicht ausreichen, um einen Athleten zu boykottieren. In diesen Meetings startete Marion Jones daher über die 100 Meter.
Im Juni 2006 wurde Marion Jones’ A-Probe bei den amerikanischen Leichtathletik-Meisterschaften Pressemeldungen zufolge positiv auf die Doping-Substanz Erythropoetin (EPO) getestet.
Die B-Probe erwies sich jedoch als negativ, so dass Jones weiterhin als unschuldig galt.
Im Oktober 2007 räumte Jones im Rahmen eines Ermittlungsverfahrens erstmals die Verwendung des Dopingmittels Tetrahydrogestrinon (THG) ein, das sie von ihrem Trainer Trevor Graham erhalten habe. Im Rahmen eines Strafverfahrens gegen sie wegen zweifacher Falschaussage im BALCO-Ermittlungsverfahren gab sie zu, das unter dem Namen „The Clear“ bekannte anabole Steroid THG genommen zu haben, ohne angeblich der Behauptung Grahams trotz vorliegender Indizien misstraut zu haben, dass dieses lediglich ein Nahrungsergänzungsmittel sei. Abweichend von Angaben in der Washington Post sprach sie in diesem Zusammenhang jedoch vorerst vom „November 2003“.
Nachdem Jones wenige Tage später eingeräumt hatte, auch zum Zeitpunkt der Olympischen Spiele 2000 in Sydney gedopt gewesen zu sein, gab sie die fünf dort gewonnenen Medaillen im Oktober 2007 zurück.
Am 23. November 2007 wurde Jones durch den Leichtathletik-Weltverband IAAF rückwirkend zum 8. Oktober für zwei Jahre gesperrt und alle Ergebnisse seit dem 1. September 2000 annulliert. Ihre sieben Medaillen musste sie zurückgeben, ebenso alle Prämien und im Zusammenhang mit IAAF-Veranstaltungen erlangten Einnahmen, die auf ca. 700.000 USD geschätzt werden.
Diese Entscheidung traf Jones besonders schwer, da sie fast ihr gesamtes Vermögen für Anwaltskosten aufgebraucht hatte. Nach einem Bericht der Los Angeles Times besaß sie 2007 nur noch 2000 Euro Barvermögen.
Das IOC entschied am 12. Dezember 2007, dass Jones auch ihre fünf bei den Olympischen Spielen in Sydney gewonnenen Medaillen über 100 Meter, 200 Meter und 4 × 400 Meter (Gold) sowie über 4 × 100 Meter und im Weitsprung (Bronze) zurückgeben muss.
Da sie zweimal unter Eid ausgesagt hatte, nie mit THG in Berührung gekommen zu sein, wurde sie am 11. Januar 2008 zu einer Gefängnisstrafe von sechs Monaten verurteilt. Zusätzlich musste sie innerhalb der nächsten zwei Jahre insgesamt 400 Stunden gemeinnützige Arbeit ableisten. Die Strafe saß sie zwischen dem 7. März und dem 5. September 2008 im Federal Medical Center, Carswell, Fort Worth, Texas ab.
2010 kehrte sie in den Leistungssport zurück und nahm ihre Basketballkarriere wieder auf, indem sie bei der WNBA-Franchise Tulsa Shock unterschrieb. Am 15. Mai des Jahres bestritt sie ihr erstes Pflichtspiel.
2011 wurde sie während der Saison entlassen.

## Privates
Im Oktober 1998 heiratete Jones den Kugelstoßer Cottrell J. Hunter. Ihr Ehemann wurde vor den Olympischen Spielen 2000 gesperrt, weil er positiv auf das Dopingmittel Nandrolon getestet wurde. Die Ehe wurde 2001 geschieden. Aus einer Beziehung mit Tim Montgomery hat Jones einen 2003 geborenen Sohn. Seit Februar 2007 ist Jones mit dem barbadischen Sprinter Obadele Thompson verheiratet. Die beiden haben zwei gemeinsame Kinder.
Marion Jones hatte bei einer Größe von 1,78 m ein Wettkampfgewicht von 68 kg.

## Auszeichnungen
- Für ihre Leistungen wurde Jones 2000 mit der Sportler des Jahres-Auszeichnung von Associated Press geehrt.
- Die italienische Sportzeitung La Gazzetta dello Sport kürte sie 2000 nach 1998 zum zweiten Mal zur Weltsportlerin des Jahres.

## Bestleistungen
- 60 Meter: 6,95 s (1998)
- 100 Meter: 10,65 s (1998)
- 200 Meter: 21,62 s (1998)
- 400 Meter: 49,59 s (2000) (mit Doping)
- Weitsprung: 7,31 m (1998)